# 死亡聖神

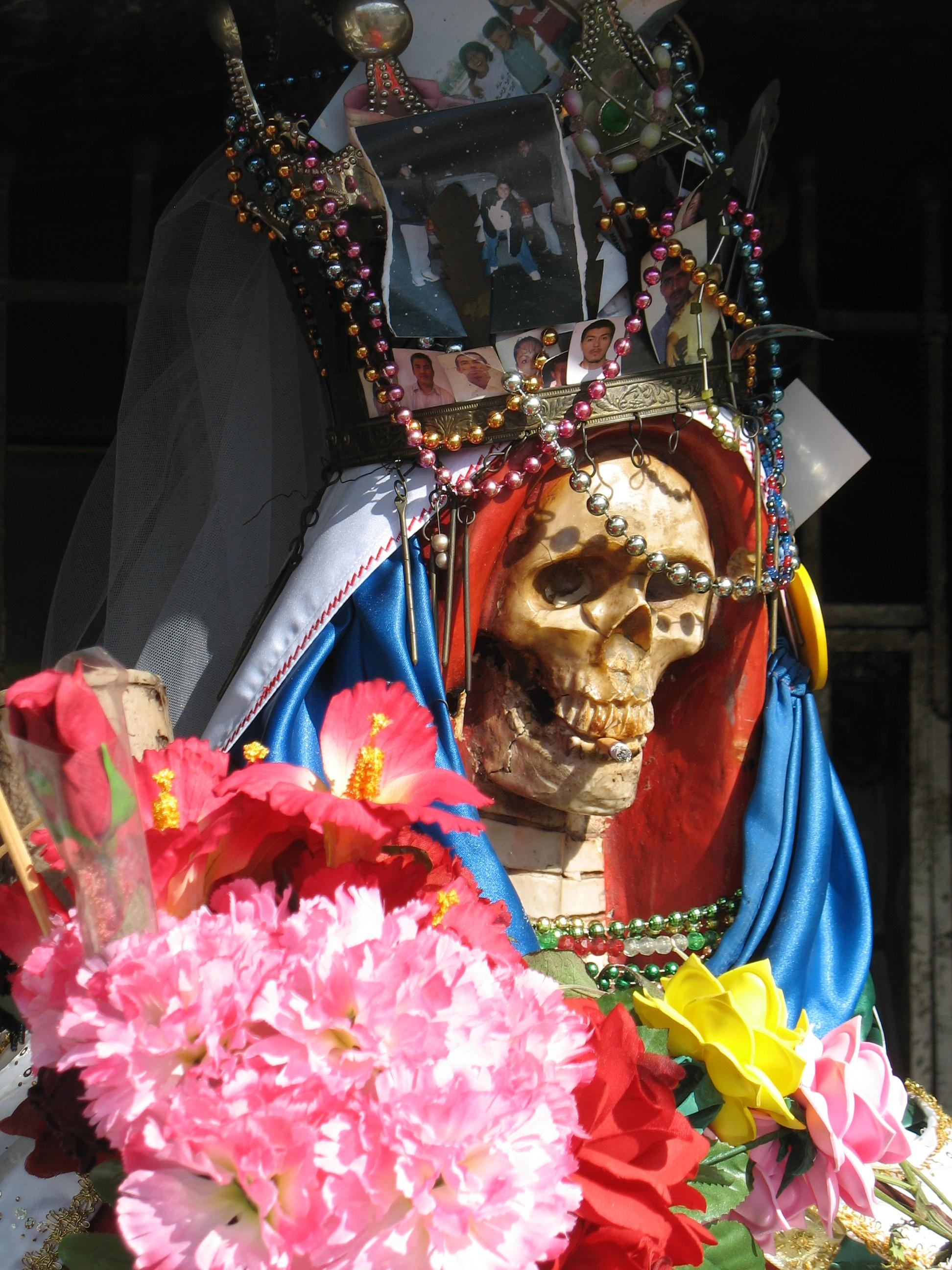
死亡聖神像，位於墨西哥南方塔毛利帕斯州的Nuevo Laredo

死亡聖神（西班牙語： 或 ），是在墨西哥被敬奉的一種聖像，可能是產生於中美洲傳統信仰與民間天主教信仰混雜之後的結果。
它通常是穿著長袍的骷髗，手上拿著大鎌刀跟地球儀。